# ソフトペン
ソフトペンはプラチナ萬年筆から発売されているペン。採点ペンやマーキングペンともよばれる。
インクやペン先が交換可能で経済的であることから、1964年（昭和39年）の発売以来 長年にわたり、多くの教育現場で採点用や赤入れ用のペンとして用いられてきており、「学校の先生の赤ペン」と言えば当製品を想起する人が多い。
最も多く使われている赤軸の他に、黒軸と透明軸の物が存在している。過去には緑軸、青軸、ピンク軸や小豆色のものも発売されていた。

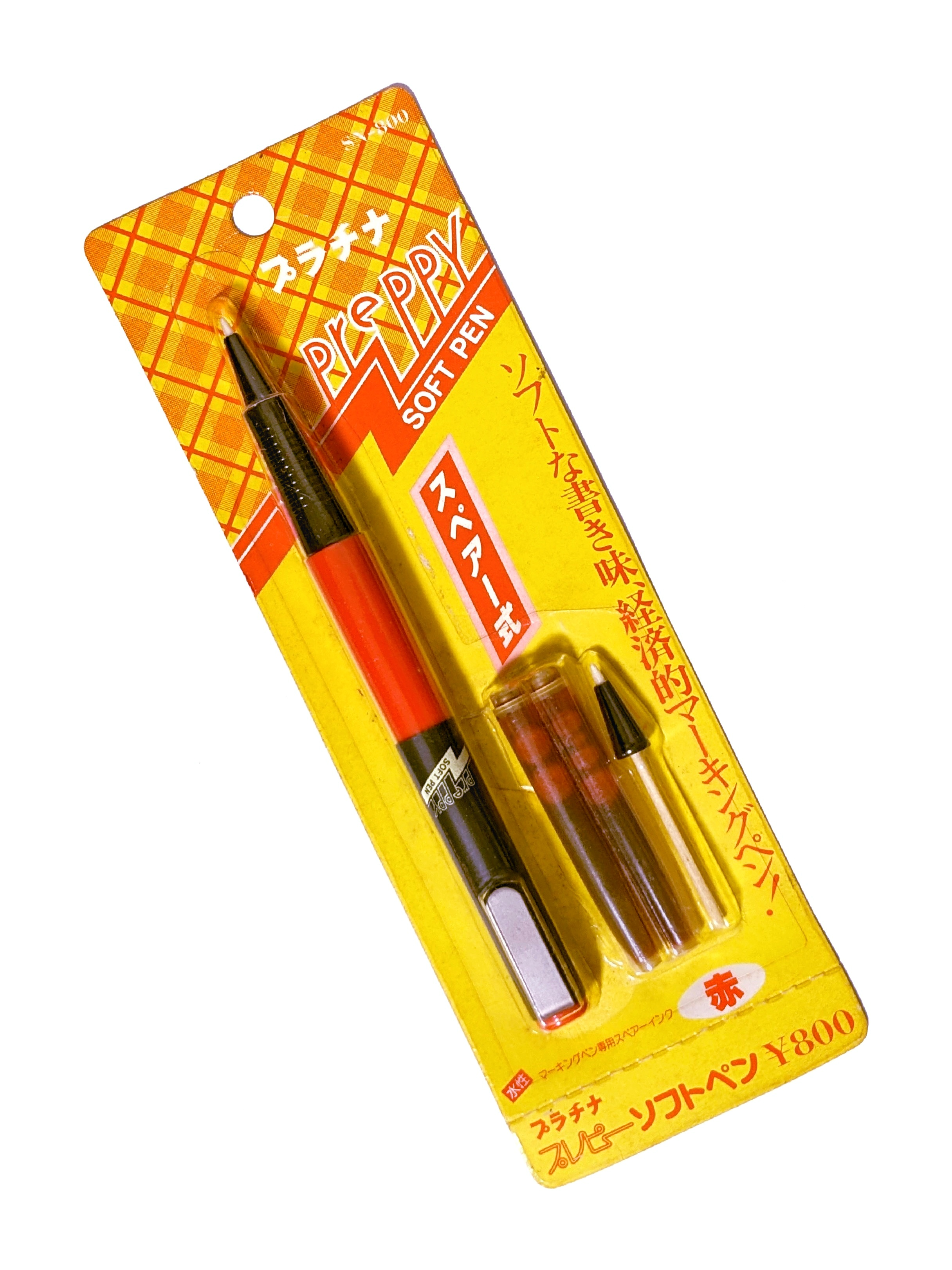
ソフトペン（SN-800）

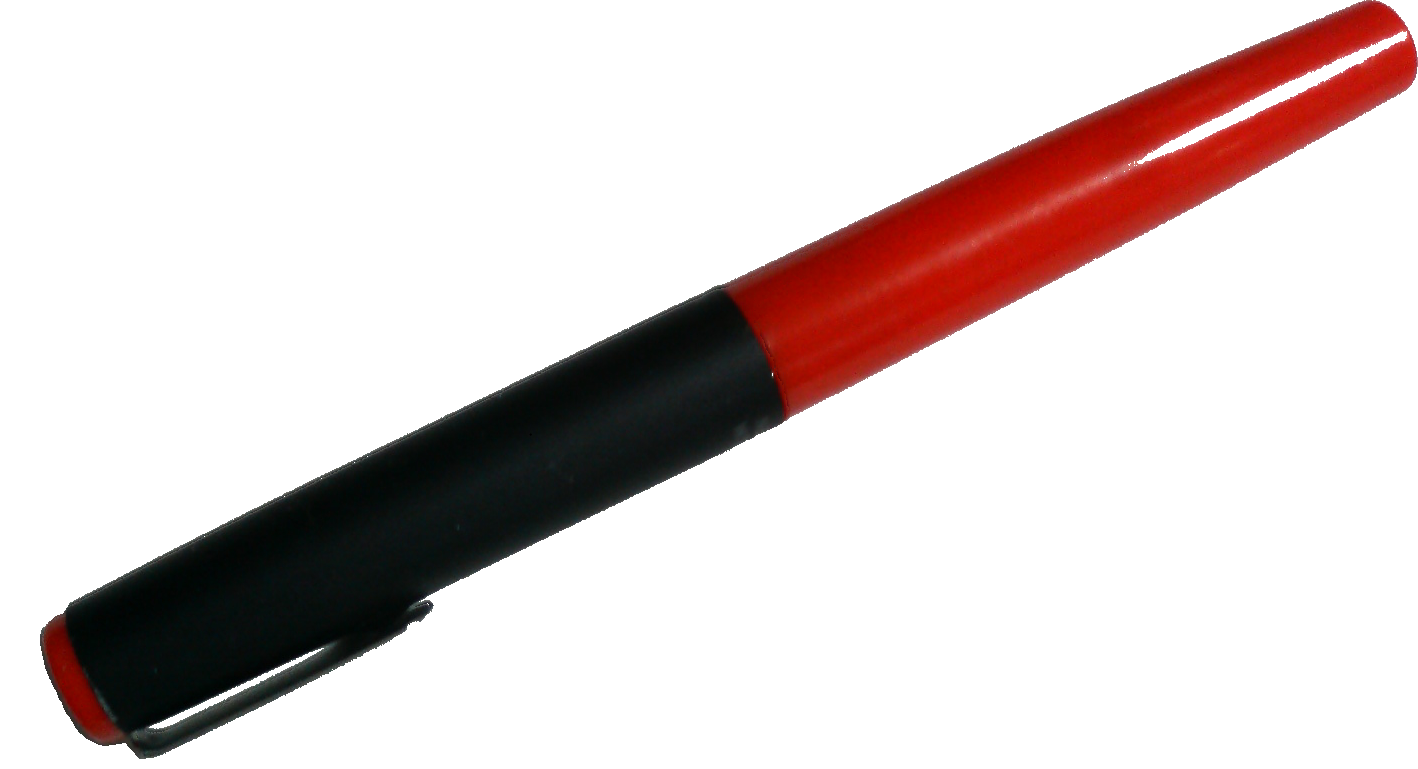
ソフトペン（SN-800）2011年のリニューアルでSN-800Cにリニューアルされた。

また、2011年にソフトペンはリニューアルされ、1.クリップの強度と耐久性の向上、2.インク漏れを防止するカバー構造の採用、3.多量の採点筆記における疲労感を軽減させるため全長がやや長くなり軸幅もやや太くなる、など使いやすさの向上が図られている。
さらに2016年にはキャップの内側の素材が変更され、キャップの強度が増した。

## 特徴
- 紙と引っかかりにくく、手の疲れを最小限にする。
- インクは万年筆のようにカートリッジ式で取り替えられ、芯もチップとして付け替えることで太くなったり先が割れたときに新品同様になる。
- 文字のとめ、はね、はらいがしっかりできる。
- 長期間放置して再び使う場合、チップにインクが固まって文字がかすれてしまうことがある。
- 小・中学校を中心とした学校かつ学習塾の教員に愛用されている。

## インク・チップ

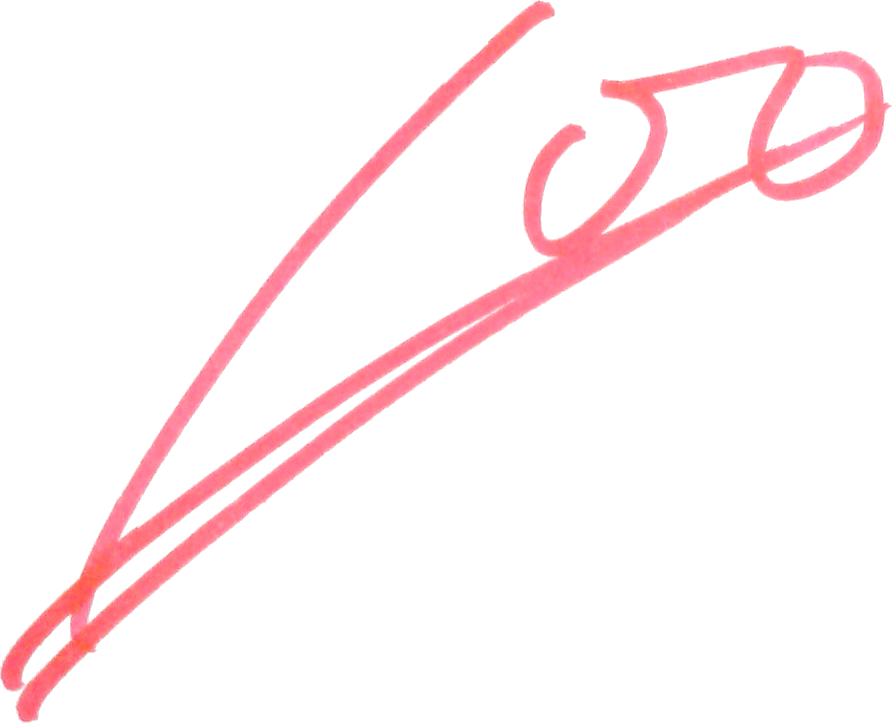
書いた字の様子（万年筆用赤色インク）

### インク
学校や塾などでよく使われるこのペンのインク色は、ピンク色に近い赤であることが多い。ソフトペンのパッケージにはマーキングペン専用のインク（SPM-200）を使うように書かれているが、専用インクは赤（レッド）と黒（ブラック）の二色しかなく、赤は濃い赤である。
筆跡がピンク色に近い赤となるのは、万年筆専用の赤インク(SPSQ-400)を使用していることによる。ソフトペンのインクのカートリッジはプラチナ製万年筆のカートリッジと同じ形状であるため、使用することができる。万年筆用のインク（SPN-100A）には通常の赤（レッド）、黒（ブラック）、ブルーブラックに加えて、ピンク、紫（バイオレット）、黄（イエロー）、緑（グリーン）、水色（ライトブルー）、茶色（ブラウン）が販売されている。

### チップ
現行品のペン先チップ(ST-100N)は黒色のみの販売となっている。過去にはST-100として赤チップも販売されていた。また、SN-800(プレピーロゴ入り)には、朱色チップが装着されていた。
現在は公文式(KUMON)専用バージョンのみに朱色チップが流通している。